# Isola Spaatz
L'isola Spaatz è un'isola dell'Antartide coperta di ghiaccio.

## Geografia
L'isola si trova a sud-est dell'isola Alessandro I e a est della base della penisola Antartica, di fronte al tratto di costa della Terra di Ellsworth chiamato costa di English, dove dista circa 30 km dall'isola Smyley, sita a occidente, da cui la separa lo stretto di Stange, la cui superficie risulta occupata dai ghiacci dell'omonima piattaforma glaciale.
Le sue dimensioni sono di 80 per 40 km e copre un'area di circa 4100 km², il che la rende la 136ª isola per grandezza al mondo.
L'isola si trova sotto l'amministrazione del trattato Antartico.